# Yangchun
Yangchun is een stad met ruim 1 miljoen inwoners in de provincie Guangdong in China. Yangchun ligt in het zuiden van China in de prefectuur Yangjiang.